# Sosnowo (wieś w województwie kujawsko-pomorskim)
Sosnowo – wieś w Polsce położona w województwie kujawsko-pomorskim, w powiecie rypińskim, w gminie Rogowo.

## Podział administracyjny
W latach 1975–1998 miejscowość położona była w województwie włocławskim.

## Demografia
Według Narodowego Spisu Powszechnego (III 2011 r.) liczyła 305 mieszkańców. Jest trzecią co do wielkości miejscowością gminy Rogowo.